# Павел Яначков
Павел Яначков е участник в Руско-турската война (1877 – 1878), опълченец в Българското опълчение.

## Биография
Павел Яначков е роден в село Граница, Кюстендилско. След обявяване на Руско-турската война в 1877 година постъпва в Българското опълчение, в VI Опълченска дружина, 3 юни 1877 г. Участва в разгрома на турците при село Ветрен, Казанлъшко, на 4 юли, при Казанлък на 5 юли, при село Константин, Еленско, на 20 и 21 юли и в сраженията при Шейново на 28 декември 1877 г. Уволнен е на 17 юни 1878 г. Награден е с медал за храброст. След войната живее и работи в родното си село като земеделски стопанин.